# Päretkivenneva-Teerineva-Pohjasneva
Päretkivenneva-Teerineva-Pohjasneva este o arie protejată (arie specială de conservare — SAC, sit de importanță comunitară — SCI) din Finlanda întinsă pe o suprafață de 565 ha, integral pe uscat.

## Localizare
Centrul sitului Päretkivenneva-Teerineva-Pohjasneva este situat la coordonatele 62°17′34″N 23°07′03″E / 62.2928°N 23.1175°E.

## Înființare
Situl Päretkivenneva-Teerineva-Pohjasneva a fost declarat sit de importanță comunitară în august 1998 pentru a proteja un număr necunoscut de specii din flora spontană și fauna sălbatică aflate în arealul zonei. Situl a fost protejat și ca arie specială de conservare în aprilie 2015.

## Biodiversitate
Situată în ecoregiunea boreală, aria protejată conține 3 habitate naturale: Turbării active, Mlaștini împădurite, Taiga vestică.
La baza desemnării sitului se află un număr nedeclarat de specii protejate.